# Maib
maib (BC „Moldova Agroindbank” S.A.) este o bancă comercială din Republica Moldova, fondată la 8 mai 1991.
Banca deține 31,1% din activele sectorului bancar și are o cotă de 34,2% din credite, conform situației din 30 septembrie 2021. Oferă 25,3% din creditele ipotecare acordate în Republica Moldova și deservește peste 35% din populația țării.
În octombrie 2018 în structura de acționariat a maib a intrat HEIM Partners Limited, un consorțiu internațional format din Banca Europeană pentru Reconstrucție și Dezvoltare, Horizon Capital și AB Invalda INVL). Președintele Comitetului de Conducere al băncii este Giorgi Shagidze. Președintele Consiliului băncii este Vytautas Plunksnis.

## Istorie
8 mai 1991 – a fost fondată Banca Comercială „Moldova Agroindbank” S.A. (maib), ca urmare a reorganizării reprezentanței din Moldova a Băncii Agroindustriale a URSS. Banca obține licența pentru desfășurarea operațiunilor bancare, inclusiv în valută străină.
1993 – Banca devine fondator al Bursei de Valori din Moldova, fiind orientată, în special, spre businessul agroindustrial. Își lărgește gama de servicii prestate și obține treptat statutul de bancă universală. Devine și membru-fondator al fondurilor de privatizare „Agrofond”, „Dividend” și al corporației „Vininvest”.
1994 – Banca a evaluat independent portofoliul de credite, în conformitate cu standardele bancare internaționale, efectuând primele defalcări în fondul de risc în volum de 30 mil. lei.
1995 – Banca a fost conectată la sistemele informaționale REUTER și SWIFT. Moldova Agroindbank a semnat și primul acord cu BERD privind valorificarea unei linii de credit în sumă de 20 mil. dolari, destinată susținerii businessului mic și mijlociu.
1996 – Este declarată lider în sistemul bancar din Republica Moldova după mărimea capitalului normativ, operațiunile de credit și volumul total al decontărilor efectuate în interiorul țării, precum și după volumul, dar și calitatea tranzacțiilor internaționale. În cadrul băncii s-a instituit „Comitetul pentru gestionarea activelor și pasivelor”.
1997 – Devine un participant al pieței investițiilor corporative. În același an este înregistrat la Agenția de Stat pentru Proprietatea Intelectuală primul logo, care i-a reprezentat imaginea până în 2015, când a avut loc rebrandingul.
1998 – Au fost puse bazele structurării segmentului corporativ de clienți, sunt efectuate primele operațiuni forward de tipul overnight și swap cu băncile din străinătate, iar în cadrul unui parteneriat strategic a început colaborarea cu concernul Sudzucker (Germania).
1999 – În data de 5 ianuarie este înregistrat domenul și site-ul oficial www.maib.md. Maib deține o cotă de 30% a portofoliului de credite. Cu 10% crește și portofoliul de clienți, acesta constituind 84 mii de persoane fizice și juridice.
2000 – Este fondată compania fiică MoldMediaCard, fiind desfășurată activitatea de lansare a plăților prin intermediul cardului. Adunarea generală a acționarilor confirmă BERD și Western NIS Entreprise Fund în calitate de potențiali investitori străini ai băncii, iar un an mai târziu instituțiile financiare au investit în capitalul statutar al acesteia, obținând 9.8% și, respectiv, 9.9% din acțiuni. Obține și prima distincție de „Cea mai bună bancă din Moldova” din partea revistei Euromoney.
2002 – Este prima bancă din Republica Moldova care fondează o companie de leasing, în calitate de președinte al acesteia fiind ales vicepreședintele, Serghei Cebotari. Tot în 2002 este creat Centrul de business. Banca devine membru al sistemului VISA Internațional și își extinde gama produselor în baza cardurilor bancare.
2004 – Numărul total al clienților atinge cifra de 200 mii de persoane fizice și juridice. Baza de depozite a sporit cu 47% în comparație cu anul 2003, în primul rând pe segmentul retail, iar depozitele persoanelor juridice s-au majorat cu 60%.
2005 – Banca își concentrează eforturile asupra dezvoltării rețelelor electronice de vânzare a produselor bancare. Spre sfârșitul anului, avea o rețea de 92 de puncte fizice de vânzare a produselor bancare și 383 de puncte electronice
2006 – BERD și Western NIS ies din capitalul băncii, vânzându-și acțiunile.
2007 – În calitate de proiect-pilot este demarat serviciul Internet-Banking.
2007 – 2011 – Sunt lansate cardurile cu cip VISA și MasterCard. În premieră pe piața bancară este aplicată soluția serviciului Cash-In, cu posibilitatea de achitare a creditelor, suplimentare a conturilor curente și depozite prin terminale de plată. Se dezvoltă sistemul de deservire a clienților prin telefon, fiind create serviciile InfoCentru și InfoTel. În această perioadă banca a încheiat mai multe acorduri de finanțare cu Fondul European pentru Europa de Sud-Est, Banca Mării Negre pentru Comerț și Dezvoltare, Corporația Financiară Internațională și BERD pentru creditarea businessului mic și mijlociu. La fel, banca a obținut dreptul de a gestiona conturile Fondului „Provocările Mileniului” în cadrul programului Compact.
2009 – Maib este certificată conform standardului de management al securității informației ISO 27001:2005.
2010 – Obține certificatul de înregistrare internațională a mărcii sale comerciale BC „Moldova Agroindbank” S.A.
2012 – Demarează proiectul „Sucursala virtuală” - MAIB Online, care a integrat toate serviciile oferite de bancă la distanță. Banca obține statutul de membru al Asociației Europene de Business. 
2013 – Serghei Cebotari este ales Președinte al Comitetului de Conducere. Banca devine unul dintre cei mai mari angajatori din republică, cu peste 1500 de angajați.
2014 – Se semnează acordul de parteneriat cu American Express, banca devenind reprezentant exclusiv în Republica Moldova cu dreptul de acceptare și emitere a cardurilor bancare American Express. De asemenea, este lansat un nou produs – Bancassurance.
2015 – Banca trece printr-un proces de rebranding și își schimbă logoul. Prin licitație maib  obține dreptul de deservire a trezoreriilor teritoriale, a instituțiilor vamale și începe să presteze servicii unui nou segment de clienți – beneficiarii de plăți sociale. Se extinde rețeaua fizică, fiind constituită din 104 sucursale și agenții, 214 ATM-uri, 3025 POS-terminale, 5 centre non-stop de autoservire bancară și 37 de zone de autoservire. Banca deține cota de 26.3% la active, 28.7% - la credite, 27.8% - la depozite. 
2018 – În structura de acționariat intră HEIM Partners Limited, care a achiziționat pachetul de 41.09% acțiuni. HEIM Partners Limited este un consorțiu internațional de investitori format din Banca Europeană pentru Reconstrucție și Dezvoltare, Horizon Capital și AB Invalda INVL. MAIB lansează: tichetele de masă electronice Lunch Card, Easi Banking, P2P, achitările în lot.
2019 – Se lansează LiberCard, cardul Instant, prima zonă de autoservire cu POS-terminale într-un supermarket. Este depășit pragul de 1 000 000 de carduri VISA emise. Banca este recertificată la conformitate cu standardul pentru managementul securității informației ISO 27001:2017.
2020 – În parteneriat cu Mastercard, banca lansează cardurile GAMA, care oferă posibilitatea de a primi cashback garantat atât de la bancă, cât și de la parteneri pentru plățile zilnice în unitățile comerciale și de prestări servicii.
2021 – Giorgi Shagidze este numit de Consiliu și aprobat de Banca Națională a Moldovei în funcția de Președinte al maib . Consiliul Băncii aprobă strategie actualizată de activitate a maib pentru 2021 – 2024, noua misiune, viziune și noile valori. La 5 iulie este inaugurat Centrul Ipotecar MAIB.